# Anwar Ibrahim
Đây là một tên người Mã Lai. Theo tập quán Mã Lai, tên gọi hay được sử dụng hơn. Tên gọi của người này là Anwar.
Dato' Seri Anwar bin Ibrahim (Jawi: ‏انوار بن ابراهيم‎; sinh ngày 10 tháng 8 năm 1947) là một nhà chính trị Malaysia, hiện là đương kim Thủ tướng thứ mười của Malaysia, trước đó, ông làm Phó Thủ tướng nước này từ năm 1993 đến 1998. Vào thời kỳ đầu trên cương vị này, ông được xem là người kế vị sáng giá nhất chức Thủ tướng của Thủ tướng Mahathir Mohamad.
Anwar là người Malaysia duy nhất được bầu chọn vào danh sách 100 nhân vật ảnh hưởng nhất thế giới của Time.